# Magic (Mix version)/Magic (Instrumental version)
Magic (Mix version)/Magic (Instrumental version) è un singolo di Lorella Cuccarini, pubblicato nel 1990.

## Il singolo
Scritto da Silvio Testi, Simona Pirone,  Marco Salvati e Beppe Vessicchio era la versione in lingua inglese del grande successo La notte vola. Il singolo, pensato per il mercato europeo, ebbe un ottimo riscontro in Germania e Spagna dove venne presentato in una performance alla TVE, la TV pubblica spagnola.
Il lato B del disco contiene la base.

## Tracce
1. Magic (Mix version) – 3:42 (Silvio Testi-Simona Pirone-Marco Salvati-Beppe Vessicchio)
2. Magic (Instrumental version) – 3:42 (Silvio Testi-Simona Pirone-Marco Salvati-Beppe Vessicchio)

Durata totale: 7:24